# Nancy Kerrigan
Nancy Kerrigan (født 13. oktober 1969) er en amerikansk kunstskøjteløber. Hun har to OL-medaljer, sølv fra OL 1992 i Albertville og sølv to år senere i Lillehammer. Hun blev amerikansk mester i 1993. 
Hun er nok mest kendt for at være blevet slået ned i begyndelsen af OL 1994. Overfaldsmanden blev hyret af hendes konkurrent Tonya Hardings eksmand. Overfaldet blev gennemført, for at Harding kunne overtage Kerrigans plads på det amerikanske OL-hold. Begge kunne imidlertid deltage, og Kerrigan opnåede sølv, mens Harding blev nummer 8. Hele episoden skabte en stor og medieprofileret kontrovers mellem de to.
Kerrigan har deltaget som professionel i isshow som Champions on Ice, Grease on Ice, Broadway on Ice, Dreams on Ice og Skating with Celebrities.
Hun har efter karrieren arbejdet som tv-reporter og har udgivet to bøger: "In My Own Words" i 1996 og "Artistry on Ice" i 2002.
Hun er gift med Jerry Solomon og har to børn, Matthew og Brian.

## Medaljer
- OL sølv, Lillehammer 1994
- OL bronze, Albertville 1992
- VM sølv i 1992
- VM bronze i 1991
- Amerikansk mester 1993